# Attentati di Mogadiscio del 14 ottobre 2017
Gli attentati di Mogadiscio del 14 ottobre 2017 sono stati una serie di attacchi terroristici verificatisi nel distretto di Hodan della capitale somala.
L'attentato, causato dall'esplosione di un camionbomba, non è stato rivendicato sebbene i sospetti delle autorità somale si siano concentrati sui jihadisti di al-Shabaab.
L'attentato del 14 ottobre 2017, che ha causato almeno 587 morti e 316 feriti, è il più sanguinoso mai avvenuto in Somalia e nell'intera Africa.

## Descrizione
Nel primo pomeriggio di sabato 14 ottobre 2017 un minivan con a bordo dell'esplosivo è stato fermato in un posto di blocco presso un incrocio nell'area nota come Chilometro 5, nel distretto di Hodan. L'autista a bordo del veicolo è stato immediatamente arrestato. Alla vista del fermo del complice, un secondo attentatore, alla guida di un camion che seguiva il minivan con bordo, ha cercato di eludere i controlli finendo per schiantarsi contro una barriera. L'impatto ha causato la deflagrazione dell'automezzo, carico di circa 350 kg di esplosivo a cui era stato aggiunto del nitrato di potassio. L'esplosione è avvenuta in una zona di Mogadiscio caratterizzata dalla presenza di numerose attività commerciali, tra le quali ristoranti e alberghi. Gli effetti devastanti dello scoppio sono stati aumentati inoltre dal fatto che a breve distanza del camion bomba si trovasse un'autocisterna carica di combustile che è a sua volta saltata per aria. Nell'esplosione, numerosi edifici, tra cui l'Hotel Safari, sono andati completamente distrutti. Altre strutture, tra cui l'ambasciata del Qatar, sono state gravemente danneggiate.
Due dopo, nel quartiere della Medina, il minivan carico di esplosivo fermato pochi istanti prima dell'attentato è saltato per aria senza provocare vittime o feriti.
Le autorità somale hanno riferito che l'obbiettivo degli attentatori era quello di colpire la zona dell'aeroporto della capitale somala, dove hanno sede le Nazioni Unite, la maggior parte delle ambasciate e il quartier generale della forza di pace dell'Unione africana AMISOM. Le autorità hanno supposto che i terroristi avessero pianificato l'attacco nel seguente ordine: il minivan sarebbe dovuto esplodere dall'altezza del varco di Medina, un'area pesantemente difesa, per consentire al camion, di procedere indisturbato verso l'area dei compound internazionali e lì esplodere.

## Conseguenze
Il presidente somalo Mohamed Abdullahi Mohamed ha proclamato tre giorni di lutto nazionale in ricordo delle vittime dell'attentato. 
Il 28 ottobre successivo un'autobomba è esplosa presso l'hotel Nasa-Hablod di Mogadiscio. Poco dopo un commando terroristi è penetrato nell'albergo sparando all'impazzata. Successivamente le forze di sicurezza hanno cinto d'assedio la struttura scatenando un conflitto a fuoco con gli attentatori. In seguito alla sparatoria tre terroristi sono rimasti uccisi mentre altri due sono stati tratt in arresto. Nell'attacco sono rimaste uccise 23 persone. L'attacco è stato rivendicato da al-Shabaab.